# أيتوليا
أيتوليا (بالإنجليزية: Aetolia) هي منطقة جبلية في اليونان على الساحل الشمالي لخليج كورنث، والتي تشكل الجزء الشرقي من المقاطعة اليونانية الحديثة أيتوليا-أكارنانيا.